# (46543) 1987 DL6
(46543) 1987 DL6 là một tiểu hành tinh vành đai chính. Nó được phát hiện bởi Henri Debehogne ở Đài thiên văn La Silla ở Chile ngày 23 tháng 2 năm 1987.